# Fernanda Torres
Pour les articles homonymes, voir Torres.
Fernanda Pinheiro Torres (Rio de Janeiro, 15 septembre 1965) est une actrice, écrivaine, chroniqueuse et scénariste brésilienne. Elle est reconnue comme l'une des artistes les plus influentes, polyvalentes et primées du Brésil. Avec une carrière solide qui englobe le théâtre, le cinéma, la télévision et la littérature, Torres est devenue une figure centrale de la culture brésilienne contemporaine, se distinguant tant dans des productions dramatiques que comiques.
À vingt ans, elle reçoit le Prix d'interprétation féminine à Cannes pour son rôle dans Parle-moi d'amour d'Arnaldo Jabor.
Fernanda a débuté en tant qu'actrice à l'âge de treize ans et, à quarante ans, en tant qu'écrivaine. Dans sa longue trajectoire théâtrale, on retient notamment le monologue A Casa dos Budas Ditosos, basé sur le roman homonyme de João Ubaldo Ribeiro, qui a débuté en 2003. Ce spectacle lui a valu plusieurs prix, a été vu par plus de deux millions de spectateurs et continue d'être à l'affiche grâce à son immense succès.
Au cinéma, elle a fait ses débuts à 16 ans dans Inocência de Walter Lima Junior. Elle a travaillé avec des réalisateurs tels que Walter Salles, avec qui elle a réalisé Terra Estrangeira en 1994, O Primeiro Dia en 1996, et Je suis toujours la en 2024 ; ainsi qu'avec Andrucha Waddington, son mari, avec qui elle a tourné Casa de Areia en 2005.

## Biographie
Fernanda Torres est la fille de l'actrice Fernanda Montenegro et de l'acteur et réalisateur Fernando Torres. Son frère est le réalisateur Claudio Torres.
Mariée avec le réalisateur Andrucha Waddington, qui l'a filmée dans Jumelles (Gêmeas) et La Maison de sable (Casa de areia), elle est la mère de leurs fils Joaquim Torres Waddington, devenu également acteur, et Antonio.

## Carrière
Elle a fait ses débuts au cinéma à l'âge de dix-sept ans, en 1983, avec le film Inocência, basé sur l'œuvre du Vicomte de Taunay et réalisé par Walter Lima Jr. Toujours au cinéma, elle a joué dans Sacrée Barbaque (1985), d'André Klotzel, qui lui a valu le prix de la meilleure actrice au Festival du film de Gramado.
Parmi les 24 films auxquels elle a participé – y compris un court-métrage et sa contribution au scénario de Redentor (2004), réalisé par son frère Cláudio Torres – on distingue Eu Sei Que Vou Te Amar (1986), d'Arnaldo Jabor, pour lequel elle a été élue meilleure actrice aux Festivals de Cannes et de Cuba ; Com Licença, Eu Vou à Luta (1986), qui lui a valu le prix de la meilleure actrice au Festival du film de Nantes (France) et une mention spéciale au Festival de Locarno (Suisse) ; One Man’s War (A Guerra de um Homem, 1991), de Sergio Toledo, aux côtés d’Anthony Hopkins et Norma Aleandro ; Terra Estrangeira (1996), de Walter Salles et Daniela Thomas ; O Que É Isso, Companheiro? (1997), un film de Bruno Barreto nommé à l’Oscar du meilleur film étranger en 1998 ; Gêmeas (1999) et Casa de Areia (2005), tous deux réalisés par Andrucha Waddington, son mari. Son travail dans Casa de Areia marque sa première collaboration avec sa mère, Fernanda Montenegro.
Son interprétation d'Eunice Paiva dans Je suis toujours là (Ainda estou aqui) de Walter Salles lui vaut en 2025 le Golden Globe de la meilleure actrice dans un film dramatique et une nomination à l'Oscar de la meilleure actrice, vingt-six ans après les nominations de sa mère dans ces deux mêmes catégories, pour son rôle dans Central do Brasil, également réalisé par Walter Salles.

## Filmographie sélective

### Cinéma
- 1983 : Inocência de Walter Lima Jr : Inocência
- 1984 : Amenic - Entre o discurso e a pratica de Fernando Silva
- 1985 : Sacrée barbaque (A marvada carne) d'André Klotzel : Carula
- 1985 : Madame Cartô de Nelson Nadotti (court métrage) : voix
- 1986 : Parle-moi d'amour (Eu sei que vou te amar) (* 1998) d'Arnaldo Jabor : Elle
- 1986 : Com licença, eu vou à luta de Lui Farias : Eliane
- 1986 : Sonho sem fim de Lauro Escorel : la gitane
- 1988 : A mulher do proximo de José Fonseca e Costa : Isabel
- 1988 : Esconde-esconde d'Eliana Fonseca (court métrage) : Magda
- 1989 : Fogo e paixão de Marcio Kogan et Isay Weinfeld : la femme qui mange une pomme
- 1989 : Kuarup de Ruy Guerra : Francisca
- 1990 : Beijo 2348/72 de Walter Rogério : Claudete
- 1990 : Capitalismo selvagem d'André Klotzel : Elisa Medeiros
- 1995 : O Judeu de Jom Tob Azulay : Brites Cardoso
- 1995 : Terre lointaine (Terra estrangeira) de Walter Salles et Daniela Thomas : Brites Cardoso
- 1997 : Quatre Jours en septembre (O Que É Isso, Companheiro?) de Bruno Barreto : Maria
- 1997 : Miramar de Julio Bressane : la productrice
- 1998 : Le Premier Jour (O Primeiro Dia) de Walter Salles et Daniela Thomas : Maria
- 1998 : Traição, segment O Primeiro pecado d'Arthur Fontes / Diabolica de Claudio Torres : Irène / Dagmar
- 1999 : Jumelles (Gêmeas) d'Andrucha Waddington : Iara / Marilene
- 2003 : Os normais : o filme de José Alvarenga Jr. : Vani
- 2004 : Le Rédempteur (Redentor) de Claudio Torres : Isaura
- 2005 : La Maison de sable (Casa de areia) d'Andrucha Waddington : Aurea / Maria
- 2006 : O caso Morel de Sheila Feital : Isménia
- 2007 : Jogo de Cena d'Eduardo Coutinho : elle-même
- 2007 : Saneamento basico, o filme de Jorge Furtado : Marina
- 2009 : A mulher invisivel de Claudio Torres : Lucia
- 2009 : Os normais 2 : A noite mais maluca de todas de José Alvarenga Jr. : Vani
- 2013 : Zombie Killer de Derrick Woodford (court métrage) : l'actrice principale
- 2019 : Ghost of Lina Bo Bardi d'Isaac Julien (court métrage) : Lina Bo Bardi jeune
- 2024 : Je suis toujours là (Ainda Estou Aqui) de Walter Salles : Eunice Paiva

## Distinctions

### Récompenses
- Festival de Cannes 1986 : Prix d'interprétation féminine pour Parle-moi d'amour
- Golden Globes 2025 : Meilleure actrice dans un film dramatique pour Je suis toujours là

### Nominations
- Oscars 2025 : Meilleure actrice pour Je suis toujours là

## Publication
- Fin [« Fim », 2013], trad. de Marine Duval, Paris, Éditions Gallimard, coll. « Du monde entier », 2015, 256 p.  (ISBN 978-2-07-014789-2)